# Гояни, Роберт
Роберт Гояни (швед. Robert Gojani; 19 октября 1992, Швеция) — шведский футболист косоварского происхождения, полузащитник клуба «Эльфсборг».

## Клубная карьера
Гояни начал профессиональную карьеру в клубе «Йёнчёпингс Сёдра». 6 июня 2011 года в матче против «Юнгшиле» он дебютировал в Суперэттан. 7 апреля 2013 года в поединке против «Сундсвалля» Роберт забил свой первый гол за «Йёнчёпингс Сёдра». В 2015 году Гояни помог клубу выйти в элиту. 2 апреля 2016 года в матче против «Кальмара» он дебютировал в Аллсвенскан лиге.
В начале 2018 года Гояни перешёл в «Эльфсборг». 2 апреля в матче против «Мальмё» он дебютировал за новый клуб. 

## Международная карьера
7 января 2018 года в товарищеском матче против сборной Эстонии Гояни дебютировал за сборную Швеции.